# Trevi, Perugia
Trevi (tiếng Latin: Trebiae) là một đô thị cổ ở vùng Umbria, Italia. Trevi cách Foligno 10 km về phía nam đông nam, cách Spoleto 20 km về phía bắc.

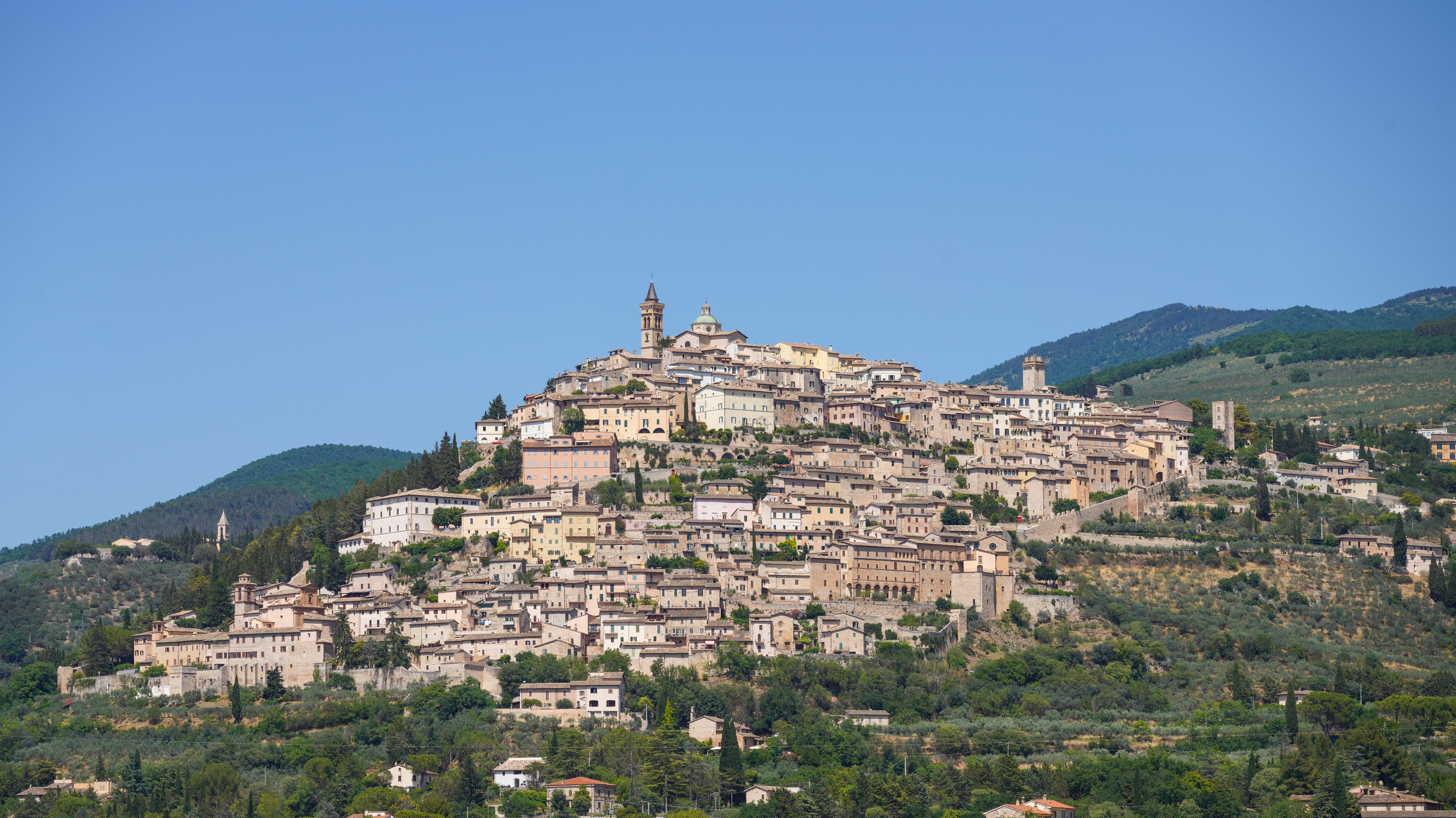
Trevi.

Dân số năm 2004 của đô thị này khoảng 8.000 người, với ½ sống ở đô thị, còn lại sống ở các làng (frazioni) Borgo, Bovara, Cannaiola, Coste, Pigge, Manciano, Matigge, Parrano, Picciche, San Lorenzo và Santa Maria in Valle.
Trevi giáp các đô thị: Campello sul Clitunno, Castel Ritaldi, Foligno, Montefalco, Sellano, Spoleto.